# Јуки Цучихаши
Јуки Цучихаши (јап. 土橋 優貴; 16. јануар 1980) бивша је јапанска фудбалерка.

## Репрезентација
За репрезентацију Јапана дебитовала је 2001. године. За тај тим одиграла је 4 утакмице.

## Статистика
| Јапан  | Јапан | Јапан |
| Год.   | Ута.  | Гол.  |
| ------ | ----- | ----- |
| 2001   | 4     | 0     |
| Укупно | 4     | 0     |